# Lago di Dobbiaco

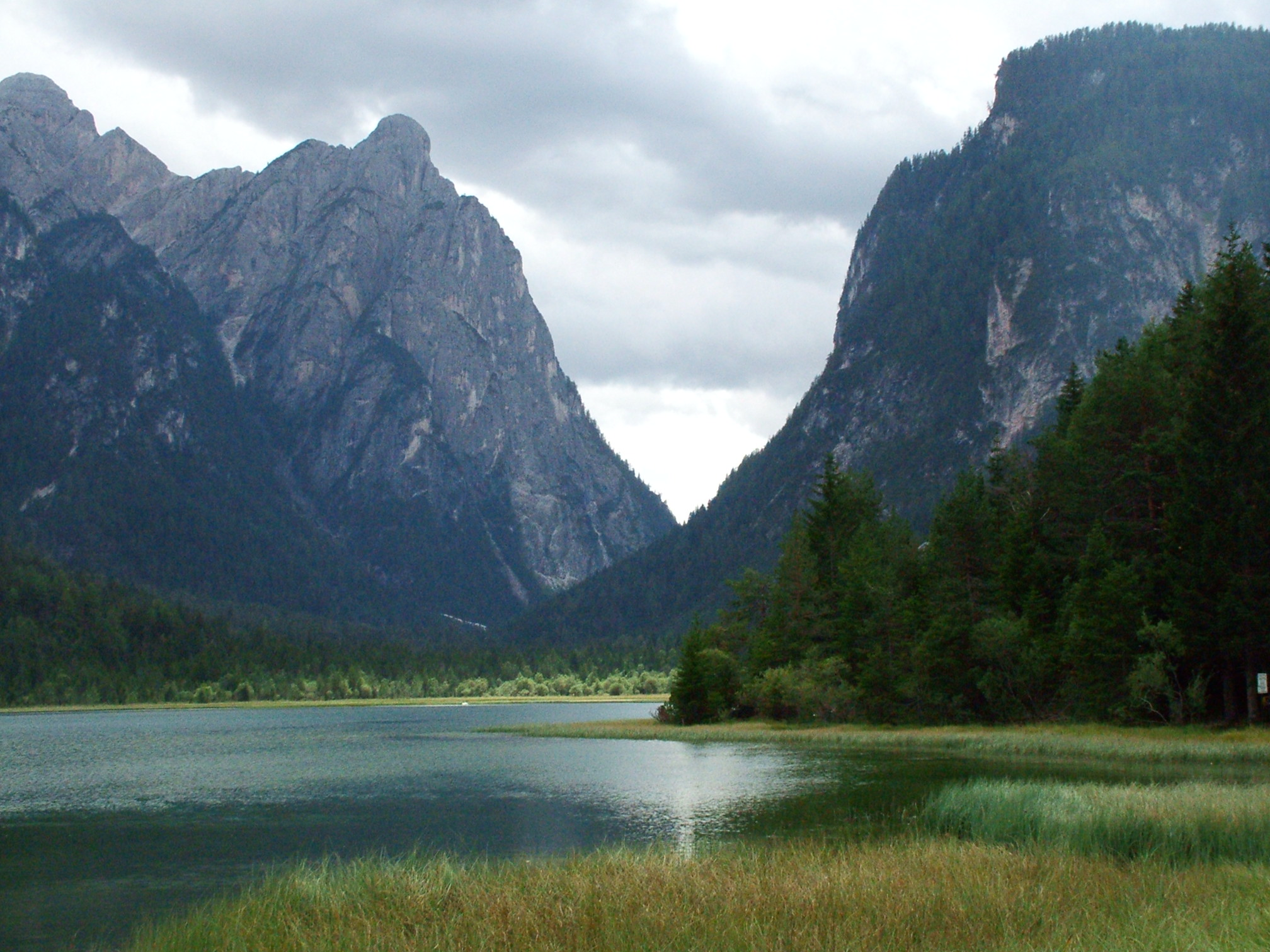
Lago di Dobbiaco

Il lago di Dobbiaco (Toblacher See in tedesco) è un piccolo lago alpino, di origine franosa, situato in val Pusteria a 1.251 m s.l.m. nel comune di Dobbiaco, a circa 106 km da Bolzano. Il lago si trova a sud dell'omonimo paese. La Rienza è il suo immissario ed emissario.
(Marx Sittich von Wolkenstein in Landesbeschreibung nel 1600)

## Storia
Il lago si è formato nell'antichità, grazie alle numerose frane che spesso si staccano dalle montagne del monte Serla sulle sponde del lago. Questo lago montano, attraversato dalla Rienza, è sottoposto ad un continuo apporto di detriti e anche di sviluppo di piante acquatiche sommerse. Ciò comporta un'elevata tendenza del bacino all'interramento, a cui periodicamente bisogna porre rimedio. Dal 1977 il bacino rientra a far parte di un'area protetta.
Tra il 1983 e il 1987 si sono effettuati dei lavori per la risistemazione del lago, in particolare sono state effettuate delle operazioni di asporto del sedimento, principalmente nella zona meridionale del bacino. Per mantenere la cura del lago, tutti gli anni viene effettuato un lavoro di taglio e quindi l'asporto della vegetazione sommersa, che avanza sempre di più, diminuendo la reale superficie del lago. Nel 2009 sono stati effettuati alcuni lavori spostando a ovest la sede della strada statale, costruendo così alcuni parcheggi per auto e bus, facilitando l'accesso pedonale al lago.
Nella primavera del 2010 sono nuovamente ricominciati i lavori per il risanamento del fondo del lago. Questi sono lavori periodici, di durata pluriennale, devono essere effettuati se si vuole evitare che la superficie del lago si riduca lentamente, data la sua bassa profondità di 3,5 metri. Quest'ultimo asporto di sedimento è avvenuto mediante un mezzo natante (una draga) attrezzato denominato PIT HOG, Liquid Waste Technology e proveniente dal Wisconsin USA che si muove lungo il letto del bacino mediante un filo guida. Il mezzo è provvisto di un braccio idraulico che abbassa una coclea con lame metalliche, che smuove il sedimento che a sua volta viene separato dall'acqua, aspirato e trasportato altrove.

## Caratteristiche
Il lago si trova esattamente al confine tra due parchi naturali: il parco naturale Tre Cime e il parco naturale Fanes - Sennes e Braies. Il bacino ha un volume stimato in 286.000 metri cubi e un perimetro di circa 4,5 chilometri. Il lago di Dobbiaco rappresenta uno dei pochi esempi di marcita (una zona umida) esistenti nella regione alpina.
È sconsigliato immergersi nelle acque gelide del lago, anche nella stagione estiva, ma è possibile effettuare dei giri in barca o pedalò. Nelle stagioni fredde, quando il lago è completamente ghiacciato, è possibile praticare il curling, o semplicemente passeggiare sul ghiaccio.
Nelle prossimità del lago si trova anche un campeggio, oltre che alcuni ristoranti.
Nel lago è possibile pescare previo acquisto della licenza in loco. Già nel XVII secolo il topografo Marx Sittich von Wolkenstein ne lodava la pescosità. Tra le specie che si trovano nel lago si ricorda il pesce scazzone e alcuni tipi di trota.
Attorno al lago è stato costruito un percorso naturalistico nella primavera del 2000. Lungo il tragitto, che percorre l'intero perimetro del lago, sono allestite undici diverse tabelle informative sulla flora, fauna e geomorfologia della zona nei pressi del lago.

## Particolarità
Attorno al lago sono presenti 5 bunker italiani, voluti da Mussolini nel 1939, per proteggere le vie d'accesso per l'Italia. Queste opere fanno parte del Vallo Alpino in Alto Adige, precisamente dello sbarramento della Val di Landro nord.

## Location cinematografica
Un passo dal cielo, serie televisiva (2011)